# Chile na Zimowych Igrzyskach Olimpijskich 2022
Chile na Zimowych Igrzyskach Olimpijskich 2022 – występ kadry sportowców reprezentujących Chile na igrzyskach olimpijskich, które odbyły się w Pekinie, w Chińskiej Republice Ludowej, w dniach 4-20 lutego 2022 roku.
Reprezentacja Chile liczyła czworo zawodników – dwie kobiety i dwóch mężczyzn.
Był to osiemnasty start Chile na zimowych igrzyskach olimpijskich.

## Reprezentanci

### Biegi narciarskie
| Zawodnik                 | Konkurencja                | Kwalifikacje | Kwalifikacje | Ćwierćfinały | Ćwierćfinały | Półfinały | Półfinały | Finał   | Finał    | Finał   | Źródło |
| Zawodnik                 | Konkurencja                | Czas         | Miejsce      | Czas         | Miejsce      | Czas      | Miejsce   | Czas    | Strata   | Miejsce | Źródło |
| ------------------------ | -------------------------- | ------------ | ------------ | ------------ | ------------ | --------- | --------- | ------- | -------- | ------- | ------ |
| Yonathan Jesús Fernández | bieg indywidualny mężczyzn | —            | —            | —            | —            | —         | —         | 50:36,6 | +12:41,8 | 91.     | [ 1 ]  |
| Yonathan Jesús Fernández | sprint mężczyzn            | 3:26,12      | 85.          | NQ           | NQ           | NQ        | NQ        | NQ      | NQ       | 85.     | [ 1 ]  |

### Narciarstwo alpejskie
| Zawodnik         | Konkurencja              | 1 przejazd | 1 przejazd | 2 przejazd | 2 przejazd | Łącznie | Łącznie | Źródło |
| Zawodnik         | Konkurencja              | Czas       | Pozycja    | Czas       | Pozycja    | Czas    | Pozycja | Źródło |
| ---------------- | ------------------------ | ---------- | ---------- | ---------- | ---------- | ------- | ------- | ------ |
| Henrik von Appen | supergigant mężczyzn     | —          | —          | —          | —          | 1:23,55 | 27.     | [ 2 ]  |
| Henrik von Appen | superkombinacja mężczyzn | 1:46,51    | 18.        | DNF        | DNF        | DNF     | DNF     | [ 2 ]  |
| Henrik von Appen | zjazd mężczyzn           | —          | —          | —          | —          | 1:47,69 | 32.     | [ 2 ]  |
| Emilia Aramburo  | slalom kobiet            | DNF        | DNF        | NQ         | NQ         | DNF     | DNF     | [ 3 ]  |
| Emilia Aramburo  | slalom gigant kobiet     | 1:07,71    | 49.        | 1:08,61    | 44.        | 2:16,32 | 42.     | [ 3 ]  |

### Narciarstwo dowolne
| Zawodniczka     | Konkurencja       | Kwalifikacje | Kwalifikacje | Kwalifikacje | Kwalifikacje | Kwalifikacje | Finał | Finał | Finał | Finał | Finał | Miejsce | Źródło |
| Zawodniczka     | Konkurencja       | Z1           | Z2           | Z3           | W            | M            | Z1    | Z2    | Z3    | W     |       | Miejsce | Źródło |
| --------------- | ----------------- | ------------ | ------------ | ------------ | ------------ | ------------ | ----- | ----- | ----- | ----- | ----- | ------- | ------ |
| Dominique Ohaco | big air kobiet    | 60,25        | 11,25        | 66,25        | 126,50       | 16.          | NQ    | NQ    | NQ    | NQ    | NQ    | 16.     | [ 4 ]  |
| Dominique Ohaco | slopestyle kobiet | 17,28        | 44,85        | —            | 44,85        | 22.          | NQ    | NQ    | NQ    | NQ    | NQ    | 22.     | [ 4 ]  |